# Resolutie 747 Veiligheidsraad Verenigde Naties
Resolutie 747 van de Veiligheidsraad van de Verenigde Naties werd unaniem aangenomen op 24 maart 1992. De resolutie breidde het mandaat van de UNAVEM II-missie in Angola uit.

## Achtergrond
Nadat Angola in 1975 onafhankelijk was geworden van Portugal, keerden de verschillende onafhankelijkheidsbewegingen zich tegen elkaar bij het dingen naar de macht. Onder meer Zuid-Afrika en Cuba mengden zich in de burgeroorlog, totdat deze landen zich in 1988 terugtrokken. De VN-missie UNAVEM I zag toe op het vertrek van de Cubanen. Een staakt-het-vuren volgde in 1990, en hiervoor werd de UNAVEM II-missie gestuurd. 
In 1991 werden akkoorden gesloten om democratische verkiezingen te houden, die eveneens door UNAVEM II zouden worden waargenomen.

## Inhoud
De Veiligheidsraad:
- herinnert aan resolutie 696 die de VN-Angola Verificatiemissie II mandateerde;
- verwelkomt de inspanningen van de secretaris-generaal om het mandaat uit te voeren;
- is tevreden over de inspanningen van de overheid van Angola en de UNITA om het staakt-het-vuren te onderhouden en bezorgd over de vertraging van sommige taken uit de akkoorden;
- benadrukt opnieuw hoe belangrijk het is dat alle partijen hun verplichtingen nakomen;
- verwelkomt de aanstelling door de secretaris-generaal van een speciale vertegenwoordiger voor Angola die alle VN-activiteiten in verband met de akkoorden en de missie zal leiden;
- houdt rekening met het rapport van de secretaris-generaal over de missie;
- heeft het verdere rapport van de secretaris-generaal over de missie in beschouwing genomen;

1. keurt het rapport en de aanbevelingen over het VN-plan voor de waarneming van de verkiezingen erin goed;
2. roept de partijen in Angola op samen te werken met de vertegenwoordiger;
3. benadrukt het belang van het uitdrukkelijke akkoord van de twee partijen van de vredesakkoorden;
4. besluit het mandaat van de missie uit te breiden met de missie in paragraaf °22[1] van het rapport;
5. dringt er bij de partijen op aan om de akkoorden na te leven en daarom hun troepen te demobiliseren, een eenheidsleger te vormen, politioneel samen te werken en de centrale administratie uit te breiden;
6. roept de Angolese autoriteiten en partijen op om de voorbereidingen van de verkiezingen in september 1992 af te ronden en de middelen ervoor zo snel mogelijk vrij te maken;
7. moedigt alle landen aan om vrijwillig bij te dragen en vraagt de VN-programma's en -organisaties te helpen;
8. dringt aan op de opstelling van een tijdlijn voor het verkiezingsproces;
9. vraagt de secretaris-generaal om op de hoogte te blijven van de ontwikkelingen en binnen de drie maanden te rapporteren.

## Verwante resoluties
- Resolutie 628 Veiligheidsraad Verenigde Naties (1989)
- Resolutie 696 Veiligheidsraad Verenigde Naties (1991)
- Resolutie 785 Veiligheidsraad Verenigde Naties
- Resolutie 793 Veiligheidsraad Verenigde Naties

Lijst ·  726 ·  727 ·  728 ·  729 ·  730 ·  731 ·  732 ·  733 ·  734 ·  735 ·  736 ·  737 ·  738 ·  739 ·  740 ·  741 ·  742 ·  743 ·  744 ·  745 ·  746 ·  747 ·  748 ·  749 ·  750 ·  751 ·  752 ·  753 ·  754 ·  755 ·  756 ·  757 ·  758 ·  759 ·  760 ·  761 ·  762 ·  763 ·  764 ·  765 ·  766 ·  767 ·  768 ·  769 ·  770 ·  771 ·  772 ·  773 ·  774 ·  775 ·  776 ·  777 ·  778 ·  779 ·  780 ·  781 ·  782 ·  783 ·  784 ·  785 ·  786 ·  787 ·  788 ·  789 ·  790 ·  791 ·  792 ·  793 ·  794 ·  795 ·  796 ·  797 ·  798 ·  799